# Galepsus malawiensis
Galepsus malawiensis es una especie de mantis de la familia Tarachodidae.

## Distribución geográfica
Se encuentra en Malaui.